# Jill Bolte Taylor
Jill Bolte Taylor, född 1959 i Louisville i Kentucky, är amerikansk hjärnforskare, författare och föreläsare. År 1996 fick hon en allvarlig stroke i vänstra hjärnhemisfären som hon beskriver i boken Min stroke (My Stroke of Insight: A Brain Scientist's Personal Journey) och på en föreläsning på den amerikanska TED konferensen i Monterey, Kalifornien 2008 som blev tidernas näst mest sedda TED-föreläsning på internet. Hon blev av den amerikanska tidningen Time Magazine vald till en av de 100 mest inflytelserika människorna i världen 2008. Hon har startat upp den ideella organisationen Jill Bolte Taylor BRAINS och är nationell taleskvinna för the Harvard Brain Tissue Resource Center i USA.

## Biografi
Taylor doktorerade i neuroanatomi på Harvard University genom studier av hjärnvävnad från schizofrena, ett intresse som uppkom till följd av hennes brors schizofreni. Hon var åren 1994–1997 med i styrelsen för i NAMI (den amerikanska nationella organisationen för psykisk sjukdom)

### Stroke
Den 10 februari 1996 vaknade Jill Bolte Taylor upp och upplevde hur hennes vänstra hjärnhalva gradvis förlorade sin funktion när ett blodkärl brast och orsakade en allvarlig hjärnblödning. Hon förlorade förmågan att gå, tala, skriva, läsa eller komma ihåg någonting ur sitt eget liv, men fortsatte uppleva världen genom sin högra hjärnhalva, en upplevelse av fridull eufori och att vara ett med allt. Två och en halv vecka efter stroken opererades hon och en blodpropp stor som en golfboll som tryckte mot hennes språkcentra i vänster hjärnhalva togs bort. Det tog henne åtta år att bli fullt återställd och idag jobbar hon för att sprida kunskap om hjärnan och rehabilitering efter neurologiska trauman.

## Boken
Originalutgåvan av Min Stroke, My Stroke of Insight: A Brain Scientist's Personal Journey, gavs ut 2006 i USA och blev en bestseller på New York Times lista. Den vann sedan pris för "Böcker för ett bättre liv" inom den vetenskapliga kategorin av New York City Chapter of the National Multiple Sclerosis Society i februari 2009. Den har översatts till 29 språk och gavs ut på svenska 2010. En filmatisering är planerad av Sony Pictures Entertainment och Imagine Entertainment.
Boken har även inspirerat till baletten Orbo Novo av Cedar Lake Ballet Company där koreografin är baserad på "konsekvensen av en resonant idé: dualiteten mellan rationalitet (den vänstra hjärnhalvan) och instinktiva, sensuella svar (den högra hjärnhalvan); mellan kontroll och bristen på den; mellan balans och instabilitet, ensamhet och förening".